# Abrotanella scapigera
Abrotanella scapigera là một loài thực vật có hoa trong họ Cúc. Loài này được (F.Muell.) F.Muell. ex Benth. mô tả khoa học đầu tiên năm 1867.